# プリングル (駆逐艦)
プリングル (USS Pringle, DD-477) は、アメリカ海軍の駆逐艦。フレッチャー級駆逐艦の一隻。艦名はジョエル・R・P・プリングル海軍中将に因む。

## 艦歴
「プリングル」は1941年7月31日にサウスカロライナ州チャールストンのチャールストン海軍工廠で起工した。1942年5月2日にジョン・D・H・ケーン夫人によって命名・進水し、1942年9月15日に艦長ハロルド・O・ラーソン少佐の指揮下就役した。
「プリングル」は水上機運用のためにカタパルトが装着された3隻（計画は6隻）のフレッチャー級駆逐艦の内の1隻であった。他の2隻は「ハルフォード(USS Halford, DD-480) 」と「スティーヴンス (USS Stevens, DD-479) 」であった。カタパルトと艦載機用クレーンは2番煙突後方に装備され、後部魚雷発射管マウントおよび3番5インチ砲マウント後方、通常の艦は連装40ミリ対空砲が装備されていた位置に取り付けられていた。連装40ミリ対空砲マウントは、通常の艦が20ミリ砲マウントを装備する爆雷軌条前の扇形艦尾に移動していた。水上機は駆逐艦小艦隊の探索に使用され、カタパルトにより発艦、艦の横に着水し、クレーンで回収された。カタパルトでの水上機の運用は思う様にうまくいかず、これらの艦は後にカタパルトを撤去し標準的な構成となった。
整調後「プリングル」は1943年1月1日に大西洋中部で ON-154 船団に加わり、ハリファックスまでの護衛を行う。この任務中にアメリカ海軍駆逐艦として初めてカタパルトで航空機の運用を行った。水上機は敵潜水艦探索のためカタパルトから発艦した。荒天および艦の規模が小さかったため、水上機の回収は困難を極めた。
2月6日、「プリングル」は太平洋戦線に移動する。5月30日にガダルカナル島沖に到着し、ソロモン諸島での哨戒任務に就く。7月17日から18日にかけての夜、駆逐艦「ウォーラー (USS Waller, DD-466) 」および「ソーフリー (USS Saufley, DD-465) 」と共にコロンバンガラ島沖で3隻の日本軍駆逐艦を攻撃する。「プリングル」は魚雷数発を命中させ、敵機1機を撃墜した。
ソロモン諸島の戦いは8月まで続き、「プリングル」はベララベラ島攻撃部隊の援護を行い、戦車揚陸艦の護衛を務めた。24日にはコロンバンガラ島沖での機雷敷設作業を援護した。9月3日から4日にかけての晩、プリングルは駆逐艦「ダイソン (USS Dyson, DD-572) 」と共にチョイスル島およびコロンバンガラ島で日本軍の艀を攻撃し、3隻を沈めた。
11月11日には、10日後の上陸に先立ってブーゲンビル島のエンプレス・オーガスタ湾で第31.7任務群を護衛し、「プリングル」は日本軍機1機を撃墜、もう1機に損傷を与えた。1944年1月後半にシドニーへ帰還したのを除いて、数ヶ月間をソロモン諸島での活動で費やした。3月初めにはブーゲンビル島の南西海岸を日中に攻撃し、敵の施設および陸揚げされた艀を破壊した。
マリアナ諸島の戦いでは長期の艦砲射撃、護衛任務および対潜水艦戦任務を担当した。サイパンおよびティニアンへの攻撃では火力支援を担当し、その後サンフランシスコに帰還、修理と乗組員の休養が行われた。
メア・アイランド海軍造船所でのオーバーホールの後、「プリングル」は10月19日に真珠湾に向けて出航した。11月10日に真珠湾を出航し、来る戦いに加わるためフィリピンに向かう。11月27日から28日にかけてレイテ島のオルモック湾で艦砲射撃を行い、同日敵機を撃墜した。11月28日には「ソーフリー」「ウォーラー」「レンショー (USS Renshaw, DD-499) 」と共同して潜水艦を撃沈した。かつてこの潜水艦は「伊46」だとされていたが、実際はオルモックへ物資輸送中であった日本陸軍の三式潜航輸送艇「ゆ2」とされる。
「プリングル」は12月27日から30日にかけてミンドロ島への再補給部隊を護衛している時に最も激しい空爆を受ける。船団の内の何隻かが撃沈され、敵機2機を撃墜した。30日には特攻機が後部甲板室に突入し、11名が死亡、20名が負傷、40ミリ対空砲マウントが破壊され5インチ砲2門が損傷した。
2月に任務に復帰すると、「プリングル」は17日の硫黄島への攻撃に向かう輸送船を護衛し、上陸する海兵隊支援のための艦砲射撃を行った。3月4日にウルシー環礁に帰還し、沖縄侵攻のための準備に入る。

### 喪失
沖縄戦で「プリングル」は第90駆逐艦隊と共に輸送船団の護衛、掃海艇の援護、支援艦砲射撃に従事した。4月15日にレーダーピケット任務を割り当てられた。16日には2機の特攻機を砲撃で破壊したものの、3機目が艦橋に突入、上部構造物を破壊し1番煙突後方に食い込んだ。500キロ爆弾1発もしくは250キロ爆弾2発が上甲板構造物に入り込み大爆発した。竜骨が破壊され、船体は弾薬庫前方で2つに裂けた。6分後、258名の生存者は「プリングル」の沈没を目撃した。

## 栄典
「プリングル」は第二次世界大戦の戦功で10個の従軍星章を受章した。